# گئورگیوس پاپاسیدریس
گئورگیوس پاپاسیدریس (یونانی: Γέωργιος Παπασιδέρης؛ ۱۸۷۵ – ۱۹۲۰) یک وزنه‌بردار، پرتاب‌گر وزنه و پرتاب‌گر دیسک اهل یونان بود.
از افتخارات وی میتوان به کسب مدال برنز پرتاب وزنه در بازی‌های المپیک تابستانی ۱۸۹۶ اشاره کرد. پاپاسیدریس همچنین در رشته لیفت دو دست وزنه‌برداری این مسابقات در رده چهارم قرار گرفته است.